# Кройссер, Георг Антон
Георг Антон Кройссер (нем. Georg Anton Kreusser; 27 октября 1746, Хайдингсфельд, ныне в составе Вюрцбурга — 1 ноября 1810, Ашаффенбург) — немецкий композитор, скрипач и дирижёр.
Учился в Амстердаме у своего старшего брата Иоганна Адама Кройссера (1732—1791), концертмейстера одного из тамошних театральных оркестров. В 1770—1771 гг. совершенствовал своё мастерство в Париже. Вернувшись в Германию, обосновался в Майнце, с 1773 года вице-концертмейстер, с 1774 года концертмейстер придворной капеллы. С 1787 года капельмейстер. С 1798 года жил и работал в Ашаффенбурге, где у майнцского курфюрста была летняя резиденция.
Автор оратории «Смерть Иисуса» (нем. Der Tod Jesu), которую, однако, «Универсальный музыкальный словарь» Эдуарда Бернсдорфа охарактеризовал как неудачную. Написал также 54 симфоний, 18 струнных квартетов, много других камерных сочинений. Среди его учеников братья Филипп Карл и Генрих Антон Гофманы.